# Békésy-Audiometrie
Die Békésy-Audiometrie ist ein Messverfahren für das Hörvermögen in der Hals-Nasen-Ohren-Heilkunde. Hierbei wird ein automatisches Tonaudiometer verwendet, bei dem der Proband durch Bedienen eines Druckknopfes das Audiometer selbst steuert und so die Hörschwelle selbst aufzeichnet. Die Békésy-Audiometrie wurde jedoch weniger zur Hörschwellenbestimmung als zur Differenzialdiagnose von Schallempfindungsstörungen verwendet. Auf Grund der Entwicklung anderer Untersuchungsmethoden verlor die Békésy-Audiometrie an Bedeutung. Das automatische Audiometer wurde 1947 von Georg von Békésy vorgestellt.

## Untersuchungsvorgang
Georg von Békésy: „Es wird ein Audiometer beschrieben, bei dem die Intensität des Tones kontinuierlich ansteigt, solange ein Signalknopf gedrückt gehalten wird, und automatisch wieder abfällt, wenn der Knopf losgelassen wird. Die Person, die den Knopf bedient, kann also die Intensität des Tones zwischen knapp über der Hörschwelle und knapp darunter fluktuieren lassen. Die Amplitude dieser Oszillationen ist ein Maß für die Intensitätsunterschiedsschwelle, die so zusammen mit der Hörschwelle automatisch aufgezeichnet wird.“
Das Gerät ändert die Frequenz des Prüftones innerhalb von 5 Minuten kontinuierlich von 125 Hz bis 8000 Hz (ursprünglich von 100 Hz bis 10.000 Hz) und die Intensität um 2,5 dB pro Sekunde (5 dB pro Sekunde in der Stellung „schnell“). Das Ergebnis der Prüfung ist eine vom Gerät aufgezeichnete Zackenlinie, die der Hörschwelle entspricht.
Verwendet man bei der Hörschwellenprüfung mit dem Békésy-Audiometer anstelle eines Dauertones einen Impulston (unterbrochenen Ton), so ergeben sich bei Schallempfindungsschwerhörigen zum Teil bessere Hörschwellen als bei Verwendung von Dauertönen. Man spricht in solchen Fällen von einer Separation der Dauertonkurve von der Impulstonkurve. Dieses Phänomen muss als Ausdruck einer gestörten Anpassung (Adaptation) des Innenohres an den Dauerton angesehen werden. Die Lage der Dauertonkurve im Vergleich zur Impulstonkurve gibt also Aufschluss über die Funktionsstörung des Ohres, die Impulstonkurve dient sozusagen als unabhängiger Vergleichswert. Es bot sich also an, anstelle der frequenzgleitenden Methode mit kontinuierlicher Änderung der Prüffrequenz das Verhalten der Dauertonkurve gegenüber der Impulstonkurve in einer einzelnen Frequenz über die Zeit zu untersuchen (frequenzkonstante Methode).

## Untersuchungsergebnis

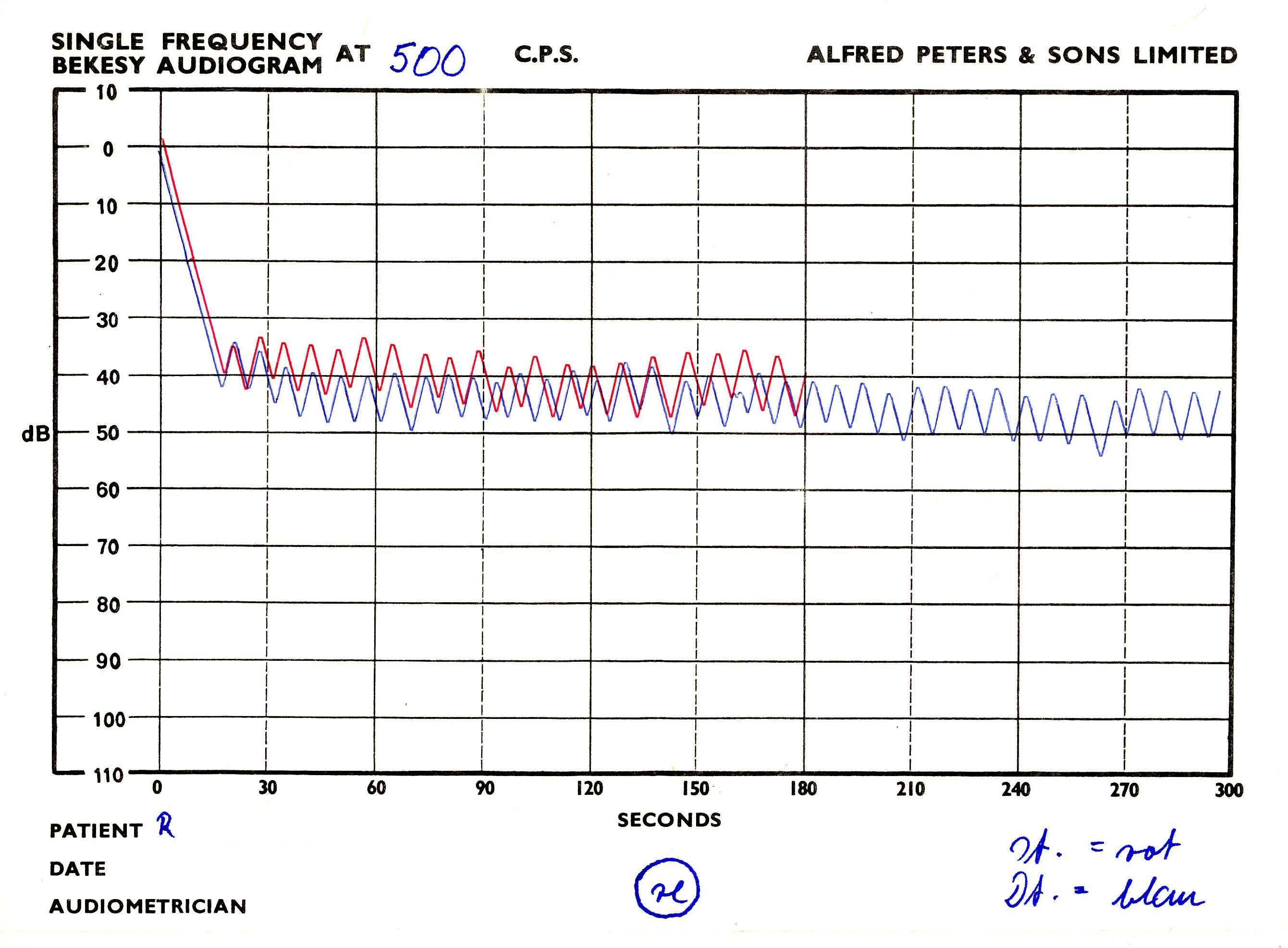
Békésy-Audiogramm,
frequenzkonstant 500 Hz, Typ I

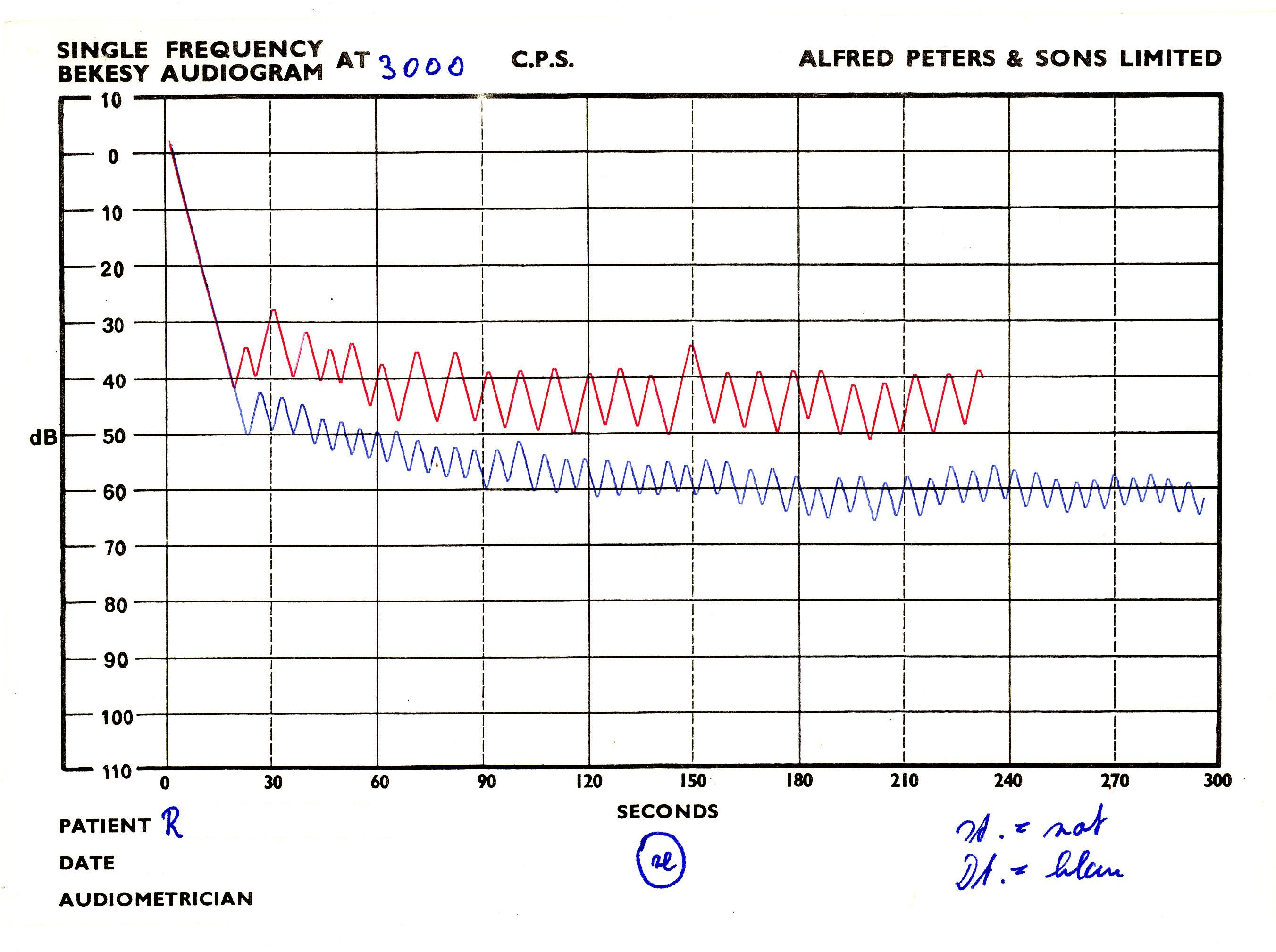
Békésy-Audiogramm,
frequenzkonstant 3000 Hz, Typ II

Die Möglichkeit, mit dem Békésy-Audiometer die Hörschwelle zu bestimmen, trat in Hinblick auf den differenzialdiagnostischen Wert der Beurteilung der Zackengröße und vor allem der Separation in den Hintergrund.
Der Normalhörende erzeugt bei der Audiometrie mit dem Békésy-Audiometer eine Zackenlinie mit einer Höhe von 10 bis 15 dB. Deutlich kleinere Zacken sind ein Hinweis auf das Vorliegen einer gestörten Lautheitsempfindung (Recruitment). Dies gilt als Nachweis einer cochleären Schwerhörigkeit (Haarzellschädigung).
Die Separation der Dauertonkurve von der Impulstonkurve kann sehr unterschiedliche Ausmaße erreichen. Sie kann ein bestimmtes Ausmaß beibehalten (begrenzte Separation) oder immer größer werden (unbegrenzte Separation). Zur Beurteilung der Separation eignet sich die frequenzkonstante Methode besser als die frequenzgleitende. Die Bewertung erfolgt meist entsprechend den von Jerger (1960) vorgeschlagenen Typen.
- Typ I: Impulstonkurve und Dauertonkurve überlappen sich. Dieser Befund findet sich beim Normalhörenden, bei einer Schallleitungsschwerhörigkeit und gelegentlich bei einer Schallempfindungsschwerhörigkeit unklarer Ursache.
- Typ II: Die Dauertonkurve trennt sich von der Impulstonkurve bis maximal 20 dB und hält dann diesen Abstand (begrenzte Separation). Dieses Bild findet man bei einer cochleären Schwerhörigkeit (Haarzellschaden).
- Typ III: Die Dauertonkurve fällt dramatisch immer weiter unter die Impulstonkurve. Die Separation beträgt 40 bis 50 dB oder mehr (unbegrenzte Separation). Dieser Befund spricht für eine retrocochleäre Hörstörung (Nervenschwerhörigkeit).
- Typ IV: Begrenzte Separation, jedoch stärker als bei Typ II. Unsichere Zuordnung, cochleäre oder retrocochleäre Schwerhörigkeit.

Bei Simulation und Aggravation wird vom Probanden die Dauertonkurve über der Impulstonkurve (also bei geringerer Lautstärke) geschrieben, ein Befund, der sonst nicht möglich ist.